# Andrea Pucci (giornalista)
Andrea Pucci (Roma, 12 luglio 1961) è un giornalista italiano.

## Carriera
Figlio di Mario Pucci, redattore capo del Secolo d'Italia, prematuramente scomparso. Inizia ventenne (1981) al Giornale, dove si occupa di cronaca nera e giudiziaria, venendo poi assunto nel 1984. Nel 1993 Indro Montanelli gli affida la guida della redazione romana. Nel 1996 diventa vice direttore vicario del Tempo di Roma. 
Nel 1997 ritorna al Giornale, di cui diviene nel 1999 vice direttore, poi per sette anni è condirettore responsabile dell'agenzia di stampa Adnkronos (giugno 2002 - ottobre 2009).
Nel novembre 2009 inizia la carriera, tuttora in essere, all'interno delle reti del Gruppo Mediaset. Il 1º novembre assume la carica di vicedirettore del TG5. Dal giugno 2016 è direttore dell'agenzia giornalistica NewsMediaset, la struttura che coordina tutti i servizi dei telegiornali del gruppo e sotto cui dal 17 giugno 2019 sono confluiti TGcom24, Sport Mediaset, TG4 e Studio Aperto.